# Luge als Jocs Olímpics d'hivern de 2006
Als Jocs Olímpics d'Hivern de 2006 celebrats a la ciutat de Torí (Itàlia) es disputaren tres proves de luge, dues en categoria masculina i una en categoria femenina.
La competició tingué lloc entre els dies 11 i 15 de febrer de 2006 a les instal·lacions esportives de Cesana Pariol. Hi participaren un total de 108 corredors, entre ells 78 homes i 30 dones, de 24 comitès nacionals diferents.

## Medaller
| Pos.  | País     | Or | Plata | Bronze | Total |
| 1     | Alemanya | 1  | 2     | 1      | 4     |
| 2     | Itàlia   | 1  | 0     | 1      | 2     |
| 3     | Àustria  | 1  | 0     | 0      | 1     |
| 4     | Rússia   | 0  | 1     | 0      | 1     |
| 5     | Letònia  | 0  | 0     | 1      | 1     |
| Total | Total    | 3  | 3     | 3      | 9     |

## Medallistes

### Homes
| Prova              | Or                                       | Plata                                        | Bronze                                             |
| Individual Detalls | Armin Zöggeler                           | Albert Demtschenko                           | Mārtiņš Rubenis                                    |
| Dobles Detalls     | Àustria Andreas Linger · Wolfgang Linger | Alemanya André Florschütz · Torsten Wustlich | Itàlia Gerhard Plankensteiner · Oswald Haselrieder |

### Dones
| Prova              | Or         | Plata           | Bronze         |
| Individual Detalls | Sylke Otto | Silke Kraushaar | Tatjana Hüfner |